# Хто в домі господар? (телесеріал)
Хто в домі господар? — російський телесеріал виробництва компанії Амедіа.

## Сюжет
Провінціал Микита Воронін приїжджає до Москви з дочкою. Дитині необхідні добрі умови, він не міг поселитися разом із гастарбайтерами в гуртожитку на п'яти квадратних метрах. Микита влаштовується помічником по господарству в дім підприємиці Дар'ї Пирогової. Там само, у її квартирі, вони й поселилися. Микита — колишній футболіст, вимушений піти з великого спорту через травму. Ця людина перекладає багато турбот Дар'ї на свої плечі та згодом привертає до себе матір Дар'ї, Антоніну Петрівну, й сина Дар'ї, Женю. Дар'я Пирогова — віцепрезидент великої рекламної компанії, вона завжди зайнята і ніяк не може викроїти час на особисте життя, ведення господарства, виховання сина. При цьому вона приваблива і потайки мріє про кохання. Починаються ненудні будні імпровізованої сім'ї, заснованої поки що лише на стосунках роботодавиця — працівник. Але ці стосунки розвиваються від серії до серії.

## У ролях
- Андрій Носков — Микита Воронін
- Ганна Невська — Дар'я Сергіївна Пирогова, підприємиця
- Ярослав Гарнаєв — Женя Пирогов
- Дарія Бондаренко — Вероніка Вороніна
- Людмила Артем'єва — Антоніна Петрівна Лопухіна
- Марія Климова — Ліна Лотова, однокласниця Микити
- Сергій Бадичкін — Керівник пожежної охорони
- Марія Баєва — Світлана Гришина, подруга-хуліганка Ніки
- Петро Вінс — Влад Апухтін, поет, інститутське кохання Дар'ї (Серія рос. «Ода Даше»)
- Наталя Вінтілова
- Наталя Гараніна
- Олександр Гришин
- Наталя Громушкіна — Жанна Миколаївна, вчителька й подруга Микити
- Костянтин Демидов — Джон
- Алла Довлатова — Ведуча скандального шоу
- Теона Дольнікова
- Олександр Жоголь — Лева, спортивний лікар і рідкісний зануда
- Олександр Жигалкін — конферансьє в ресторані / менеджер Микити
- Олег Кассін — Микола, троюрідний брат Микити з Хабаровська
- Олексій Кирющенко — Валентин Мордашкін, модельєр
- Олександр Кольцов — Лікар Топов
- Тетяна Кравченко — тітка Роза
- Софія Лєдовських
- Олексій Лисенков — Сергій, Серія рос. «Ужин на двоих»
- Дмитро Мазуров — Едуард Старський
- Олександра Остроухова — Таня
- Юлія Полинська — Сусідка Микити у Вавиловську, Серія рос. «Простые радости»
- Олександр Прудніков
- Наталя Рудова — Наталя
- Йола Санько — Ольга Леонардівна, мати Антоніни, бабуся Дар'ї
- Яніна Студіліна — Мила
- Наталя Сичова — Маша
- Іннокентій Тарабара — Груздєв
- Оксана Тимановська — Іра
- Геннадій Хазанов — Микола Петрович Петровський, колишній тесть Микити
- Олександр Цекало — Гоша — керівник головної героїні Дар'ї Пирогової
- Володимир Чуприков — Агроном
- Дмитро Шаракоіс — Едік, друг Ніки
- Сергій Шустицький — Семен
- Родіон Юрін — Дмитро Філінов
- Олена Яковлєва — Соня, викладачка в Університеті на факультеті психології
- Єгор Барінов — Кабан, вавиловський кримінальний авторитет
- Андрій Батуханов — Михайло Абрамович Гольдштейн
- Михайло Бескоровайний — Колян, оплічник Миколи Петровича
- Анатолій Блєдний — Ректор
- Людмила Дребньова — Ксенія Борисівна
- Костянтин Желдін — Семен Семенович Воронін, «дідусь» Микити
- Олександр Пашутін — Степан Степанович, дух покійного тренера Микити
- Максим Разуваєв — Михась Салін, друг Микити
- Сергій Сєров — Павло Пасюк, президент футбольного клубу
- Сергій Сотніков — Юрко
- Олена Хмельницька — директор школи
- Павло Акімкін — Федя Аршинін
- Валерій Данилін
- Марина Іванова — Пелагея, народна цілителька
- Валентина Рубцова — Рита Каблукова, секретарка Дар'ї Пирогової (Серії рос. «Правдивая ложь», рос. «Свидание вслепую»)
- Ганна Слюсарєва (Слю) — Мурата Литвинова, акторка-початківиця
- Іван Чуваткін — серія рос. «Педагогическая поэмка»
- Олексій Якубов — Денис, вавиловський сусід Микити
- Вероніка Агапова — Ельвіра
- Олександр Андрієнко — Леонід Сергійович, серія рос. «А был ли мальчик»
- Лариса Баранова — клієнтка в перукарні
- Андрій Барило — Олег Вебер, акордеоніст, учитель Жені
- Марина Богомолова — Лара, подружка Ніки
- В'ячеслав Бондарчук — бізнесмен
- Ігор Бушмелєв — сценарист
- Соф'я Васіна — Ліля
- Іван Вітер — Артурчик, вундеркінд, закоханий у Ніку
- Дмитро Горєвой — Льоха, двоюрідний брат Микити Вороніна
- Галина Данилова — Жанна Петрівна (Серія рос. «Все на выборы»)
- Костянтин Карасик — Директор взуттєвої фабрики Каблуков
- Євген Кулаков — Коля, коханий Антоніни Іванівни
- Сергій Ланбамін — Стас
- Іван Орєхов — співробітник митниці
- Вікторія Полторак — Світлана, домробітниця-активістка
- Ігор Ромащенко — Ударник, серія «Джаз-клуб»
- Валентин Самохін — Смирнов-батько
- Ігор Скуріхін — Охоронець із супермаркету
- Світлана Лебедєва — Елла, владна директорка модельного аґентства
- Віктор Маркін — пожежник Сергій
- Андрій Межуліс — Микола Пирогов, колишній чоловік Дар'ї
- Василь Ракша — бойфренд Вероніки
- Наталя Третьякова] — Аліса
- Маїна Чижевська — Лора
- Ігор Штернберґ — коханець матері
- Наталя Яськова — Світа
- Лідія Ареф'єва — Ліза
- Евеліна Бледанс — Надя (Серія «Подруга»)
- Сергій Векслер — Замовник (Серія рос. «Сыпная реакция»)
- Михайло Поліцеймако — Режисер (Серія рос. «Сыпная реакция»)
- Марія Берсенєва — Модель (Серія рос. «Сыпная реакция»)
- Валерій Гаркалін — Офіціант Робер (Серії рос. «Ужин на двоих» и рос. «Проделки Святого Валентина»)
- Марія Кожевнікова — Наталя (Серія рос. «Футбольные страсти»)
- Сергій Ларін — Закликайло (Серія рос. «Любимый друг»)
- Спартак Сумченко — Вантуз (Серії «Параллельные миры», рос. «Новоселье Никиты»)
- Андрій Бочаров — Сергій Платонов (Серія рос. «Кто обует Голливуд?»)
- Армен Джигарханян — дядько Ашот (Серія рос. «Средневековье заказывали?»)
- Ольга Фадєєва — Наталі Пеше, француженка (Серія рос. «Свидание вслепую»)
- Катерина Волкова — Марія Іванова (Серія рос. «Победители»)
- Сергій Бурунов — Альберт Мойсейович, лікар (Серія рос. «Даша угощает!»)
- Микола Цискарідзе — Сергій Лебучинський, учитель балетної школи (Серія рос. «Балерина»)
- Тетяна Монахова — Ольга Петрівна Жеребцова (Серія рос. «Академия»)
- Ілля Носков — Михась, залицяльник Дар'ї (Серії рос. «Лучший подарок», рос. «Мишина машина», рос. «Даша + Миша = ?»)
- Нонна Гришаєва — Шурочка з Луганська, сусідська домробітниця (Серія рос. «Полный банзай!»)
- Сергій Дорогов — Тренер (Серія рос. «Тяжкий хлеб моделей»)
- Андрій Кайков — Андрій Прозоров, сусід (Серія рос. «Розы и укроп»)
- Едуард Радзюкевич — Психотерапевт (Серія рос. «Берегите нервы!»)
- Тетяна Ляннік — Каріна (Серія рос. «Планета женщин»)